# ماريو دي كارو
ماريو دي كارو (بالإيطالية: Mario De Caro)‏ هو فيلسوف إيطالي، ولد في 1963.